# Đỗ Thiên
Đỗ Thiên là một nhân vật hư cấu trong tiểu thuyết Thủy hử của Thi Nại Am là thủ lĩnh thứ 83 trong 108 anh hùng Lương Sơn Bạc. Đỗ Thiên cao lớn, được người đời xưng tụng là Mô Trước Thiên (sờ được trời) thuộc 72 Địa Sát, ngồi ghế 83 nhưng năng lực của Đỗ Thiên lại rất bình thường.

## Gia nhập Lương Sơn và tử trận
Ban đầu Đỗ Thiên cùng Tống Vạn và Vương Luân chiếm lấy Lương Sơn làm trại chủ. Sau này Lâm Xung lên Lương Sơn nộ trảm Vương Luân lập Tiều Cái lên làm trại chủ nhưng tha chết cho Đỗ Thiên và Tống Vạn.
Đỗ Thiên theo Tống Giang và các đầu lĩnh khác tham gia đánh Liêu quốc, bình định Điền Hổ và Vương Khánh và Phương Lạp. Trong chiến dịch chinh phạt Phương Lạp, Đỗ Thiên cùng Tống Vạn bị đánh ngã ngựa và chết trong đám tàn quân.

## TrongĐãng Khấu Chí
Tại hồi 57, Vân Thiên Bưu cất quân đánh vào núi Thiên Trường, một mặt cử Cáp Lan Sinh, Cáp Vân Sinh đem quân người Hồi đánh chiếm núi Ngao Sơn. Tống Giang cử Sử Tiến, Đỗ Thiên, Tống Vạn đến đánh. Hai bên dàn trận, hôm đầu Sử Tiến đánh Cáp Lan Sinh hơn 30 hiệp không phân thắng bại. Hôm sau, Cáp Vân Sinh ra trận bị Sử Tiến đâm vào đùi, Lan Sinh liền ra ứng cứu, hai bên lại đánh nhau kịch liệt. Bên quân Hồi, Sa Chí Nhân, Miễn Dĩ Tín lao lên, bên này Đỗ Thiên, Tống Vạn cũng xuất mã. 6 tướng quần nhau, ngờ đâu Vân Sinh đã băng bó vết thương, đặt tên bắn lén, Tống Vạn ngã ngựa. Đỗ Thiên bị Miễn Dĩ Tín đâm chết. Sử Tiến bị ba tướng vây đánh và bị bắt sống.